# Серія Пфунда
Серія Пфунда — спектральна серія в спектрі атома водню, названа на честь американського фізика Августа Пфунда, який відкрив цю серію 1924 році. Серія утворюється під час переходів електронів зі збуджених енергетичних рівнів на п'ятий у спектрі випромінювання і з п'ятого рівня на всі вищі рівні під час поглинання. Перехід з шостого енергетичного рівня на п'ятий позначається грецькою літерою α, з 7-го на 5-й — β і т. д. Для позначення самої серії використовують латинські букви Pf. Таким чином, повне позначення спектральної лінії, що виникає під час переходу електрона з шостого рівня на п'ятий — Pfα (вимовляється Пфунд-альфа).
Формула Рідберґа для серії Пфунда виглядає так:
{\displaystyle {1 \over \lambda }=R\left({1 \over 5^{2}}-{1 \over n^{2}}\right)\qquad \left(R=1.0974\times 10^{7}{\mbox{m}}^{-1}\right)}
Де n — головне квантове число — натуральне число більше 5.
Всі лінії серії Пфунда лежать у далекому інфрачервоному діапазоні.
| {\displaystyle n} | 6    | 7    | 8    | 9    | 10   | {\displaystyle \infty } |
| Довжина хвилі, нм | 7458 | 4664 | 3749 | 3304 | 3046 | 2279                    |